# Arquitectura moderna
|  | No s'ha de confondre amb Modernisme. |

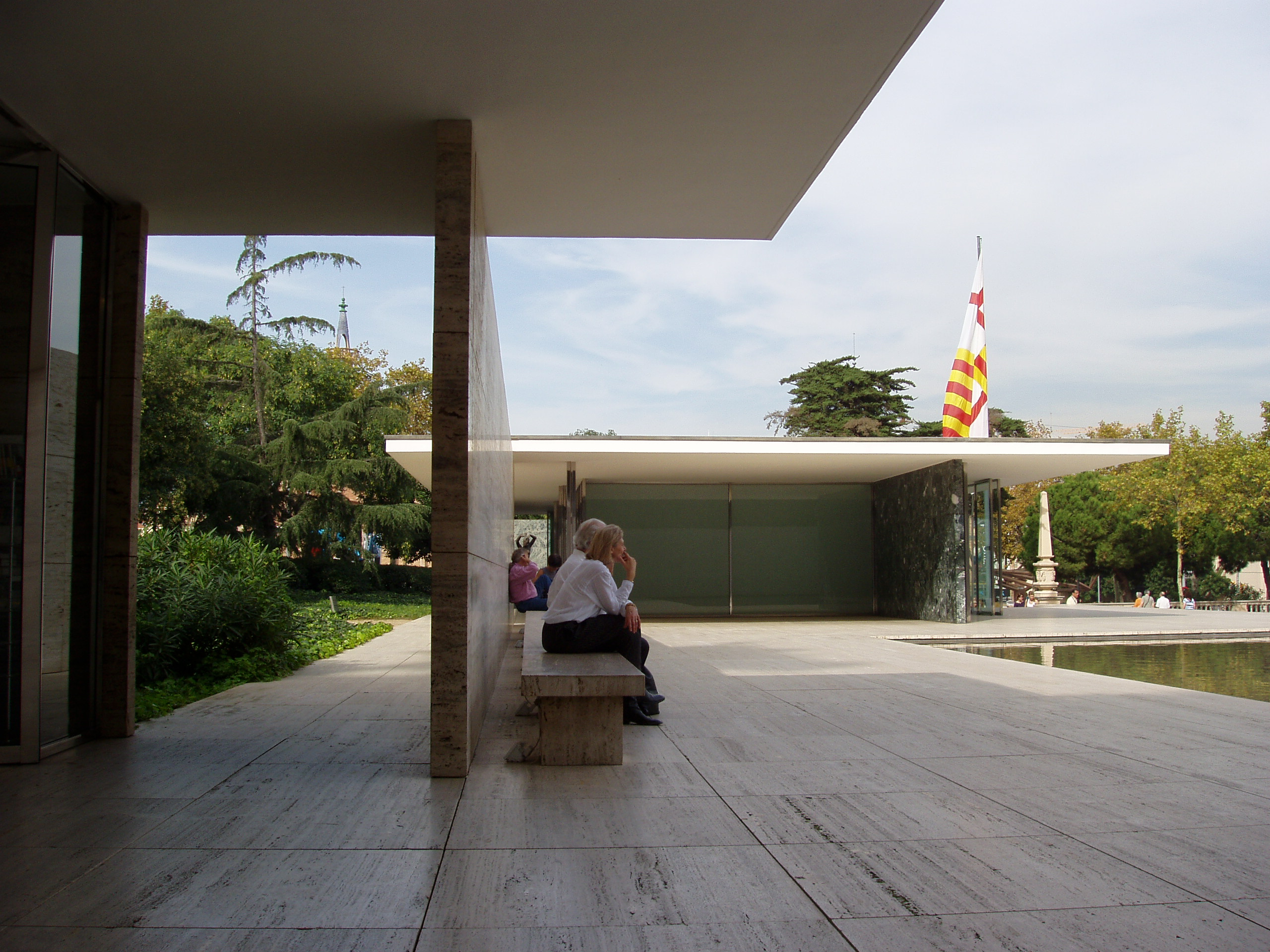
Pavelló d'Alemanya a l'Exposició Universal de Barcelona 1929. Arquitecte : Mies van der Rohe.

L'arquitectura moderna és un terme molt ample que designa el conjunt de corrents o estils de l'arquitectura que s'han desenvolupat al llarg del segle xx a tot el món. L'arquitectura moderna s'ha caracteritzat per la simplificació de les formes, l'absència d'ornament, i la renúncia conscient a la composició acadèmica clàssica, la qual fou substituïda per una estètica amb referència a les diverses tendències de l'art modern com el cubisme, l'expressionisme, el neoplasticisme, el futurisme i altres; però és sobretot, l'ús dels nous materials com el ferro i el formigó armat i l'aplicació de les tecnologies associades, el fet determinant que va canviar per sempre la manera de projectar i construir els edificis o els espais per a la vida i activitat humana. Les característiques de l'arquitectura moderna van ser descrites per l'arquitecte Bruno Taut en el seu Llibre Die neue baukunst in Europa und Amerika» («La nova arquitectura d'Europa i Amèrica), Stuttgart, 1929 amb els següents enunciats:
- La primera exigència de cada edifici és assolir la millor utilitat possible.
- Els materials i el sistema constructiu emprats han d'estar completament subordinats a aquesta exigència primària.
- La bellesa consisteix en la relació directa entre l'edifici i la finalitat, en l'ús racional dels materials i en l'elegància del sistema constructiu.
- L'estètica de la nova arquitectura no reconeix cap separació entre façana i planta, entre carrer o pati, entre davant o darrere. Cap detall val per ell mateix, sinó com a part necessària del conjunt. No creiem que una cosa tingui un aspecte lleig i, malgrat tot, funcioni bé. El que funciona bé, és bell.
- De la mateixa manera que les parts, en les seves relacions recíproques expressen la unitat de l'edifici, també la casa es relaciona amb els edificis que l'envolten. La casa és el producte d'una disposició col·lectiva i social. La repetició no s'ha de considerar com un inconvenient que s'hagi d'evitar, sinó que, al contrari, constitueix el mitjà més important d'expressió artística. A exigències uniformes, edificis uniformes. La singularitat resta reservada per a les exigències singulars, és a dir, sobretot pels edificis d'importància general i social.

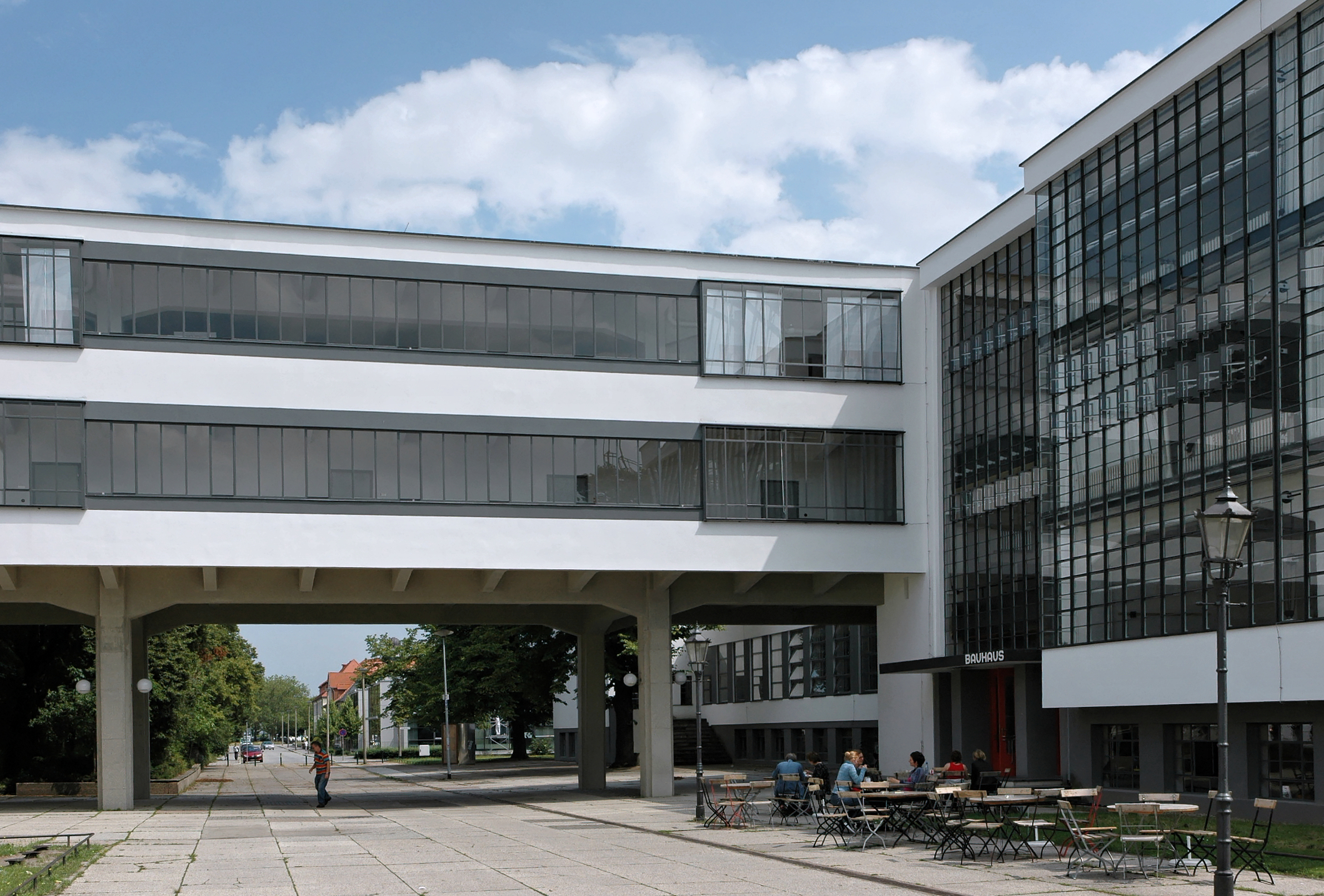
Edifici del Bauhaus, Dessau, Alemanya 1926. Arquitecte: Walter Gropius.

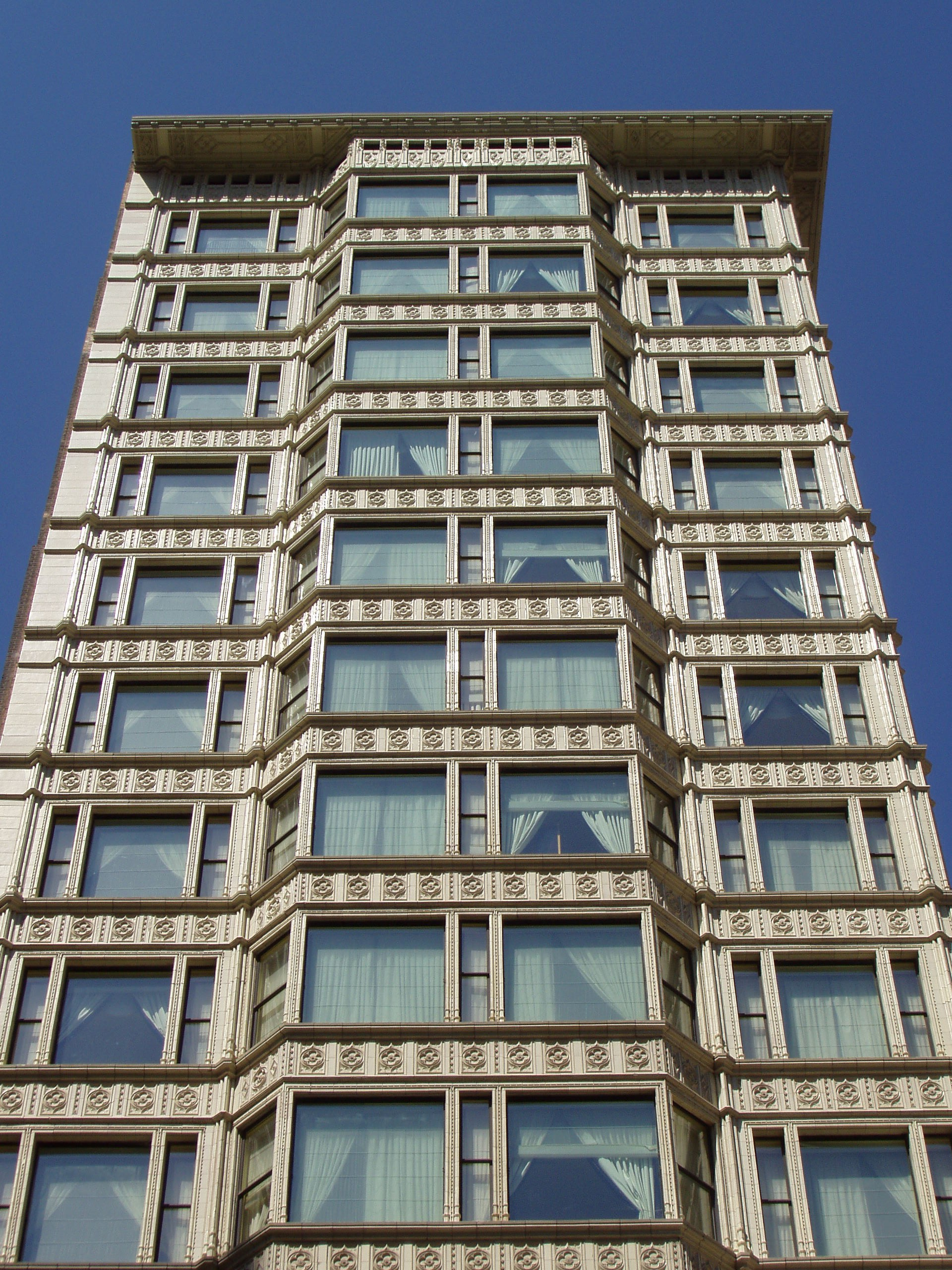
"Reliance Building. Arquitecte:Daniel Burnham. Chicago, Estats Units d'Amèrica.

L'Arquitectura del Moviment Modern és un concepte propi de la crítica i de la historiografia de l'arquitectura moderna, té un significat històric i conceptual més ample que els períodes de l'arquitectura racionalista o de l'arquitectura orgànica, ja que comprèn tots els corrents, moviments i tendències que des de mitjans del segle xix tendeixen a la renovació de les característiques, dels propòsits i dels principis de l'arquitectura.
L'arquitectura moderna sorgeix a partir dels canvis tècnics, socials i culturals vinculats a la revolució industrial. Els teòrics del Moviment Modern cerquen les arrels històriques de l'arquitectura moderna en un ample preludi, una etapa a cavall dels segles xviii i xix, en la qual diferents sectors culturals o de l'activitat econòmica i de la vida política i social comencen a copsar i a definir les conseqüències constructives i urbanístiques de la revolució industrial. En avançar el segle xix, una sèrie d'innovacions i propostes en diferents camps relacionats, entre d'altres amb la construcció, l'administració pública i la indústria conflueixen en l'exigència de la seva mútua integració.
L'arquitectura moderna neix a la dècada dels 1860 a Anglaterra, quan William Morris impulsa el moviment dels Arts and Crafts, com a reacció contra el mal gust que domina la producció en massa d'objectes per part de la indústria, propugnant el retorn als oficis i al medievalisme gòtic en l'arquitectura. Morris va escriure:
| « | Hem de conèixer a fons l'arquitectura gòtica, entendre que fou i que suposa: una explicació magnífica de l'esperit orgànic. Seguint aquesta tradició, s'afirma el principi estructural que fa evolucionar llurs pròpies formes adherint-se a la més estricta veritat, és a dir, en funció de les condicions d'ús, dels materials i de les tècniques de construcció | » |
| — en l'article «'The Revival of Handicraft (El renaixement de l'artesania))», publicat per la revista Fortnightly Review , Londres, 1888 | |   |

En paral·lel, les teories higienistes juntament amb els moviments del «socialisme utòpic» senten els fonaments de la urbanística moderna. Amb el canvi de segle, un nou estil en l'arquitectura i el disseny triomfa a Europa, és l'Art Nouveau, també anomenat Liberty, Sezession, Jugendstil, Modernisme, etc., que fou un estil que es contraposà, però no arribà a imposar-se, a l'academicisme imperant.
L'Art Nouveau trenca amb els esquemes acadèmics tot imposant l'ús del ferro en l'arquitectura. Fins llavors, el ferro fou un material associat a les construccions dels enginyers que varen tenir un gran èxit amb la Torre Eiffel i la Galerie des Machines de l'Exposició Universal de París (1889). L'Art Nouveau doblega i entortolliga el ferro en cintes primes que fan tota mena de formes o figuracions i el posa en les sales de les cases i en les façanes dels edificis com la Maison du Peuple de Brussel·les, obra de l'arquitecte Victor Horta.
La història de l'arquitectura moderna registra la transició d'alguns arquitectes representatius de l'Art Nouveau, com Henry van de Velde, així com altres de la Seccession vienesa com Josef Hoffmann vers les posicions pròximes a les de l'arquitecte austríac Adolf Loos amb la qual cosa s'inicia una nova etapa, l'arquitectura moderna, un estil nou que trenca amb tot el que hi ha.
El primer període de l'arquitectura moderna s'inicia en els anys immediatament anteriors a la Primera guerra mundial quan l'experiència del moviment Arts and Crafts va ser recollida i reelaborada en el moviment del Werkbund a Alemanya al qual s'adhereixen Hoffmann i van de Velde, aquest últim va ser el primer director de l'escola Bauhaus a la ciutat de Weimar.

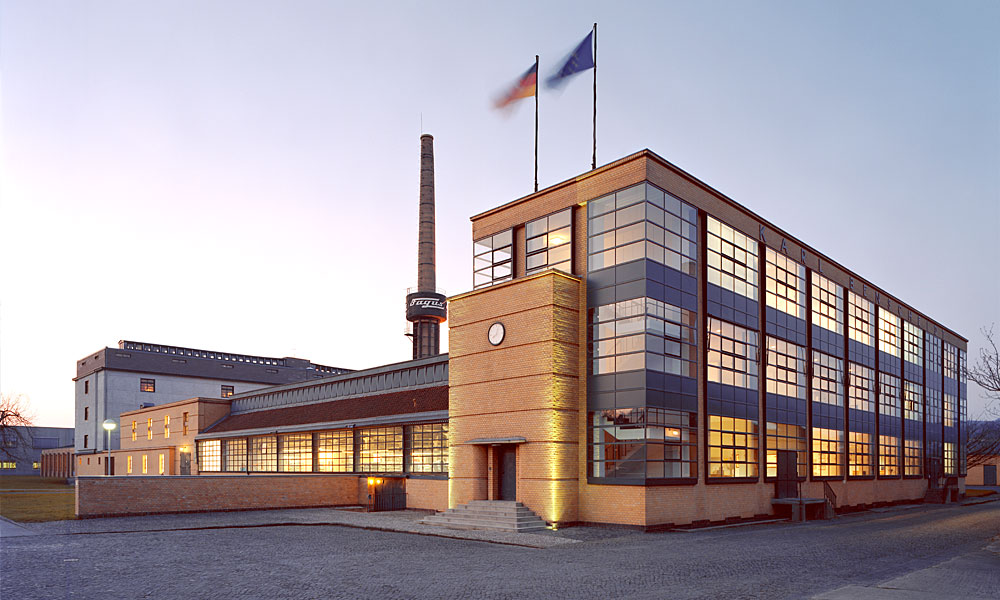
La fàbrica Fagus, edifici principal (frontal). 1910 Arquitecte Walter Gropius

Walter Gropius, un dels arquitectes del Werkbund va dirigir, la Bauhaus a partir del 1919 primer a Weimar i posteriorment a Dessau. La segona etapa de l'arquitectura moderna, l'arquitectura racionalista, comença en aquells anys de la postguerra i s'estendrà per Europa fins a la Segona guerra mundial. Els arquitectes compromesos amb el moviment le Corbusier, Mies van der Rohe, Alvar Aalto i el mateix Walter Gropius, juntament amb altres entre els quals hi ha els arquitectes catalans del GATCPAC, funden els congressos internacionals d'arquitectura moderna (CIAM) per difondre'n els principis i les experiències.
A l'altre costat de l'Atlàntic, des de mitjans del segle xix se succeeixen les innovacions en els camps de la construcció i l'urbanisme que protagonitzen la industrialització i l'ocupació del territori sota l'empenta d'un capitalisme sense concessions. La colonització de la frontera Oest, l'expansió de la indústria així com l'acollida massiva d'ingents onades d'immigrants, són la base d'una tradició cultural pròpia dels Estats Units d'Amèrica. Un nou i revolucionari sistema de construcció, la balloon frame, concebuda perquè qualsevol pugui construir-se la pròpia casa amb poc utillatge, subministrà la tecnologia necessària per colonitzar l'Oest als pioners.
Però no tot és liberalisme als Estats Units, car fou a la ciutat de Nova York on l'urbanista Frederick L. Olmsted projecta el Central Park a l'illa de Manhattan, traient a l'especulació immobiliària una gran extensió de terrenys. Olmsted projectà també el sistema de parcs metropolitans de la ciutat de Boston.
Amb els edificis industrials que s'arrengleren al llarg del riu Missouri o del llac Michigan s'inicià el desenvolupament de la construcció en alçada amb estructura de ferro i obra de fàbrica que culminarà en els gratacels de l'Escola de Chicago, els quals desenvolupen una nova tipologia d'edificis d'oficines o comercials.
Simultàniament es desenvolupa una arquitectura residencial per a les classes mitjanes feta amb fusta i pedra, derivada de la balloon frame, la qual constitueix el preludi de les Prarie Hauses (cases de la pradera) de l'arquitecte Frank Lloyd Wright. En mig d'aquesta sèrie innovadora, l'arquitecte nord-americà Louis Henri Sullivan, amb estudi a Chicago on s'inicià Wright, reflexionà sobre llur propi treball i escrigué la famosa cita «form follows function» (la forma segueix la funció) que es convertirà, al llarg del segle xx, en el crit de combat i el lema de la nova arquitectura.
El moviment modern continua durant la segona postguerra desenvolupant-se a Europa a cavall de les tasques de reconstrucció. En el pla teòric, les aportacions de l'anomenada arquitectura orgànica, una tendència inspirada en l'obra de l'arquitecte nord-americà Frank Lloyd Wright amb Alvar Aalto i Arne Jacobsen com a representants destacats, s'oposaven a l'anomenat «estil Internacional» inspirat en l'obra de Le Corbusier que postulava una ortodòxia funcionalista segons la Carta d'Atenes (i la famosa cita de Louis Henri Sullivan), així com l'absoluta puresa de la composició i els detalls la qual cosa, a la vegada, s'inspirava en l'obra de Mies van der Rohe. La cita de Taut, a l'inici d'aquest article, constitueix una síntesi teòrica de l'estil Internacional, que tingué una molt ampla difusió als Estats Units, Europa i Amèrica del Sud.
El moviment modern entrà en crisi a finals de la dècada de 1950, quan es formulen una sèrie de crítiques molt severes als excessos de l'estil Internacional i a l'urbanisme derivat de la Carta d'Atenes. Un conjunt de tendències que s'auto reivindiquen com a continuadores del Moviment Modern protagonitzen l'arquitectura, a partir de la dècada de 1960.